# Monety III Rzeczypospolitej
Monety III Rzeczypospolitej – monety emitowane przez Narodowy Bank Polski od 1990 r. z umieszczonymi na awersie nazwą państwa „Rzeczpospolita Polska” i godłem w postaci orła w koronie.
W 1990 r. w związku ze zmianą oficjalnej nazwy państwa Narodowy Bank Polski zmodyfikował emitowane przez siebie monety, na awersie, których pojawiła się nazwa „Rzeczpospolita Polska” oraz orzeł w koronie. Na samym początku nie zmieniono systemu monetarnego, więc w obiegu razem z nowymi monetami pozostawały te z awersami z okresu PRL („Polska Rzeczpospolita Ludowa” i orzeł bez korony). Zmiany systemu  – denominacji – dokonano 1 stycznia 1995 r. wprowadzając nowy polski złoty (PLN) równy 10 000 starych (PLZ). W konsekwencji monety III Rzeczypospolitej można podzielić na dwie grupy:
- przeddenominacyjne i
- podenominacyjne.

## Monety obiegowe
Ze względu na panującą inflację na początku lat 90. XX w., w obiegu funkcjonowały głównie banknoty, choć monety wciąż pozostawały prawnym środkiem płatniczym. W roku 1990 z nazwą państwa „Rzeczpospolita Polska” i orłem w koronie wprowadzono dwie nowe monety powszechnego obiegu: 50 i 100 złotych. Jednocześnie od 1990 r. bito monety nowego wzoru: 1, 2, 5, 10, 20, 50 groszy oraz 1 złoty, a od 1994 r. również 2 i 5 złotych, z zamiarem skierowania ich do obiegu po przeprowadzeniu denominacji.
W 1990 r. bito również monety powszechnego obiegu: 1, 2, 5, 10 i 20 złotych, ze starą, nieaktualną nazwą państwa: „Polska Rzeczpospolita Ludowa” i orłem bez korony.

## Monety kolekcjonerskie
Od 1972 r. Narodowy Bank Polski emituje nieprzerwanie monety kolekcjonerskie, po denominacji w srebrze lub złocie, w nominałach od 1 grosza do 2018 złotych. Monety te są rozprowadzane na pierwotnym rynku kolekcjonerskim (wprowadzane do obiegu kolekcjonerskiego) w cenach przekraczających ich nominał.
Przed denominacją w Mennicy Państwowej bito również monety kolekcjonerskie III Rzeczypospolitej w nominałach od 1000 do 300 000 złotych, przede wszystkim w srebrze, choć przeprowadzano również ostatnie emisje kolekcjonerskie w metalach nieszlachetnych – w miedzioniklu oraz bimetaliczne w miedzioniklu z mosiądzem manganowym. W 1991 r., 11 lutego, NBP wpuścił również do obiegu kolekcjonerskiego złote monety o nominałach 500 000 złotych i 1 000 000 złotych bite z datą 1990 przez Solidarity Mint ze Stanów Zjednoczonych.
Niekiedy monety kolekcjonerskie III Rzeczypospolitej bite są jako klipy lub posiadają dodatki w postaci m.in. emalii, efektu kątowego, bursztynu, cyrkonii czy hologramu. Niektóre z nich są poddawane podczas produkcji procesom oksydowania, bądź platerowania.

## Monety bulionowe
Od 1995 r. Narodowy Bank Polski emituje złote monety bulionowe z wizerunkiem bielika. Monety o nominałach: 50, 100, 200 i 500 złotych, o masach odpowiednio: 1/10, 1/5,  ½, 1 uncji kruszcu (Au999,9) rozprowadzane są za pomocą kas banku w cenach ustalanych na podstawie aktualnego kursu złota.